# Chromis margaritifer
Chromis margaritifer är en frökenfisk i släktet Chromis. C. margaritifer blir cirka 7,5 cm lång och hittas i Indiska oceanen och Stilla Havet.